# Campeonato Africano de Atletismo de 2018 - Heptatlo feminino
A prova do heptatlo feminino do Campeonato Africano de Atletismo de 2018 foi disputada entre os dias 3 e 4 de agosto, no Estádio Stephen Keshi em  Asaba,  na Nigéria. 

## Recordes
Antes desta competição, os recordes mundiais e do campeonato nesta prova eram os seguintes:
|                       | Nome                 | Nacionalidade  | Pontos   | Local  | Data                   |
| --------------------- | -------------------- | -------------- | -------- | ------ | ---------------------- |
| Recorde mundial       | Jackie Joyner-Kersee | Estados Unidos | 7291 pts | Seul   | 24 de setembro de 1988 |
| Recorde do campeonato | Uhunoma Osazuwa      | Nigéria        | 6153 pts | Durban | 25 de julho de 2016    |
| Recorde africano      | Margaret Simpson     | Gana           | 6423 pts | Götzis | 29 de maio de 2005     |

## Medalhistas
| Ouro                    | Prata              |
| Odile Ahouanwanou (BEN) | Marthe Koala (BUR) |

## Cronograma
Todos os horários são locais (UTC+1). 
| Data        | Hora  | Evento                   |
| ----------- | ----- | ------------------------ |
| 3 de agosto | 09:30 | 100 metros com barreiras |
| 3 de agosto | 10:25 | Salto em altura          |
| 3 de agosto | 16:50 | Arremesso de peso        |
| 3 de agosto | 18:40 | 200 metros               |
| 4 de agosto | 09:15 | Salto em distância       |
| 4 de agosto | 10:40 | Lançamento de dardo      |
| 4 de agosto | 19:15 | 800 metros               |

## Resultados

### 100 metros com barreiras
| Posição | Atleta            | Nacionalidade  | Tempo | Pontos | Notas |
| ------- | ----------------- | -------------- | ----- | ------ | ----- |
| 1       | Marthe Koala      | Burquina Fasso | 13.35 | 1072   |       |
| 2       | Odile Ahouanwanou | Benim          | 13.71 | 1020   |       |
| 3       | Hoda Hagras       | Egito          | 14.15 | 957    |       |
| 4       | Charoudi Nada     | Tunísia        | DNS   | 0      |       |

### Salto em altura
| Posição | Atleta            | Nacionalidade  | 1.62 | 1.65 | 1.68 | 1.71 | 1.74 | 1.77 | 1.80 | 1.83 | Resultado | Pontos | Notas | Total |
| ------- | ----------------- | -------------- | ---- | ---- | ---- | ---- | ---- | ---- | ---- | ---- | --------- | ------ | ----- | ----- |
| 1       | Marthe Koala      | Burquina Fasso | o    | –    | o    | o    | o    | o    | o    | xxx  | 1.80      | 987    |       | 2074  |
| 2       | Odile Ahouanwanou | Benim          | o    | xo   | o    | o    | o    | o    | xxx  |      | 1.77      | 949    |       | 1982  |
| 3       | Hoda Hagras       | Egito          | o    | –    | o    | o    | xxo  | xxx  |      |      | 1.74      | 912    |       | 1882  |

### Arremesso de peso
| Posição | Atleta            | Nacionalidade  | #1 | #2 | #3 | Resultado | Pontos | Notas | Total |
| ------- | ----------------- | -------------- | -- | -- | -- | --------- | ------ | ----- | ----- |
| 1       | Odile Ahouanwanou | Benim          |    |    |    | 14.10     | 801    |       | 2762  |
| 2       | Marthe Koala      | Burquina Fasso |    |    |    | 13.02     | 729    |       | 2779  |
| 3       | Hoda Hagras       | Egito          |    |    |    | 10.49     | 562    |       | 2422  |

### 200 metros
| Posição | Raia | Atleta            | Nacionalidade  | Tempo | Pontos | Notas | Total |
| ------- | ---- | ----------------- | -------------- | ----- | ------ | ----- | ----- |
| 1       | 5    | Marthe Koala      | Burquina Fasso | 24.24 | 958    |       | 3737  |
| 2       | 3    | Odile Ahouanwanou | Benim          | 24.76 | 909    |       | 3671  |
| 3       | 4    | Hoda Hagras       | Egito          | 25.23 | 866    |       | 3288  |

### Salto em distância
| Posição | Atleta            | Nacionalidade  | #1   | #2   | #3   | Resultado | Pontos | Notas | Total |
| ------- | ----------------- | -------------- | ---- | ---- | ---- | --------- | ------ | ----- | ----- |
| 1       | Marthe Koala      | Burquina Fasso | 6.38 | x    | 6.38 | 6.38      | 969    |       | 4706  |
| 2       | Odile Ahouanwanou | Benim          | 5.59 | 5.62 | 5.94 | 5.94      | 831    |       | 4502  |
| 3       | Hoda Hagras       | Egito          | 5.53 | 5.50 | 5.77 | 5.77      | 780    |       | 4068  |

### Lançamento de dardo
| Posição | Atleta            | Nacionalidade  | #1 | #2 | #3 | Resultado | Pontos | Notas | Total |
| ------- | ----------------- | -------------- | -- | -- | -- | --------- | ------ | ----- | ----- |
| 1       | Odile Ahouanwanou | Benim          |    |    |    | 44.80     | 760    |       | 5262  |
| 2       | Marthe Koala      | Burquina Fasso |    |    |    | 32.29     | 520    |       | 5226  |
| 3       | Hoda Hagras       | Egito          |    |    |    | 35.35     | 578    |       | 4646  |

### 800 metros
| Posição | Atleta            | Nacionalidade  | Tempo   | Pontos | Notas |
| ------- | ----------------- | -------------- | ------- | ------ | ----- |
| 1       | Marthe Koala      | Burquina Fasso | 2:26.20 | 741    |       |
| 2       | Odile Ahouanwanou | Benim          | 2:26.50 | 737    |       |
| 3       | Hoda Hagras       | Egito          | DNS     | 0      |       |

## Classificação final
| Colocação        | Atleta            | Nacionalidade  | 100 m C/B | SA   | AP    | 200 m | SD   | LD    | 800 m   | Total | Notas |
| ---------------- | ----------------- | -------------- | --------- | ---- | ----- | ----- | ---- | ----- | ------- | ----- | ----- |
| Medalha de ouro  | Odile Ahouanwanou | Benim          | 13.71     | 1.77 | 14.10 | 24.76 | 5.94 | 44.80 | 2:26.50 | 5999  |       |
| Medalha de prata | Marthe Koala      | Burquina Fasso | 13.35     | 1.80 | 13.02 | 24.24 | 6.38 | 32.29 | 2:26.20 | 5967  |       |
| 3                | Hoda Hagras       | Egito          | 14.15     | 1.74 | 10.49 | 25.23 | 5.77 | 35.35 | DNS     | DNF   |       |
| 4                | Charoudi Nada     | Tunísia        | DNS       | –    | –     | –     | –    | –     | –       | DNS   |       |

Legenda
| Recorde mundial       | Recorde mundial (World record)               |                       | Recorde africano                      | Recorde africano (African) |                                           | Q | Classificado por posição (Qualified) |
| Recorde do campeonato | Recorde do campeonato (Championship record)  | Recorde da América    | Recorde da América (Americas)         | q                          | Classificado por melhor tempo (Qualified) |   |                                      |
| Melhor marca do ano   | Melhor marca do ano (World leading)          | Recorde asiático      | Recorde asiático (Asian)              | DNS                        | Não largou (Did not start)                |   |                                      |
| Recorde nacional      | Recorde nacional (National record)           | Recorde europeu       | Recorde europeu (European)            | DNF                        | Não terminou (Did not finish)             |   |                                      |
| Recorde pessoal       | Recorde pessoal do atleta (Personal best)    | Recorde da Oceania    | Recorde da Oceania (Oceania)          | DSQ / DQ                   | Desclassificado (Disqualified)            |   |                                      |
| Recorde da temporada  | Recorde da temporada do atleta (Season best) | Recorde sul-americano | Recorde sul-americano (South America) | NM                         | Sem marca (No mark)                       |   |                                      |